# Station Szklarska Poręba Jakuszyce
Station Szklarska Poręba Jakuszyce is een spoorwegstation in de Poolse plaats Szklarska Poręba.